# Isla Isabela, Mexiko
Isla Isabela är en ö i Mexiko. Ön är ett naturreservat och tillhör kommunen Santiago Ixcuintla i delstaten Nayarit, i den västra delen av landet. Arean är 0,79 kvadratkilometer.